# أليس غينر
أليس غينر (بالإنجليزية: Alice Gainer) هي مقدمة تلفزيونية ومذيعة أخبار وصحفية وممثلة أمريكية، ولدت في 3 يوليو 1982 في Wayne, New Jersey ‏ في الولايات المتحدة.

## أعمال

### أفلام
- (2012) ميراث بورن[4][5]

## وصلات خارجية
- أليس غينر على موقع IMDb (الإنجليزية)
- أليس غينر على موقع قاعدة بيانات الفيلم (الإنجليزية)